# Gare de Besançon-Mouillère
Ne doit pas être confondu avec Gare de Besançon-Viotte ou Gare de Besançon Franche-Comté TGV.
La gare de Besançon-Mouillère est une gare ferroviaire française de la ligne de Besançon-Viotte au Locle-Col-des-Roches, située sur le territoire de la commune de Besançon, dans le département du Doubs, en région Bourgogne-Franche-Comté.

## Situation ferroviaire
Établie à 249 mètres d'altitude, la gare de Besançon-Mouillère est située au point kilométrique (PK) 408,776 de la ligne de Besançon-Viotte au Locle-Col-des-Roches, entre les gares de Besançon-Viotte et de Morre.

## Histoire
C'est à partir de 1840 qu'un projet de gare ferroviaire à Besançon voit le jour, poussé par des hommes d'affaires originaires de la ville : Amet, Bretillot, Jacquard, Lipmann, Veil-Picard. Ils fondent par la suite une compagnie grâce à leur fonds personnels ainsi qu'avec des capitaux étrangers, et obtiennent le 12 février 1852 l'autorisation administrative pour créer une ligne de chemin de fer entre Besançon et Dijon. Les habitants de la capitale comtoise souhaitent la construction d'une gare proche de la vieille ville, à l'instar de nombreuses autres cités françaises, et c'est ainsi que le site de la Mouillère est privilégié avec un réseau ferré en étoile. Après quelques difficultés de trésorerie retardant l'avancée du projet, la concession est finalement vendue à la PLM qui choisira la Viotte pour y établir en 1855 une gare en bois. 
Le premier train reliant la gare de Besançon-Viotte à la gare de Dole-Ville partit le 7 avril 1856, et prit un peu plus d'une heure pour faire le trajet. 

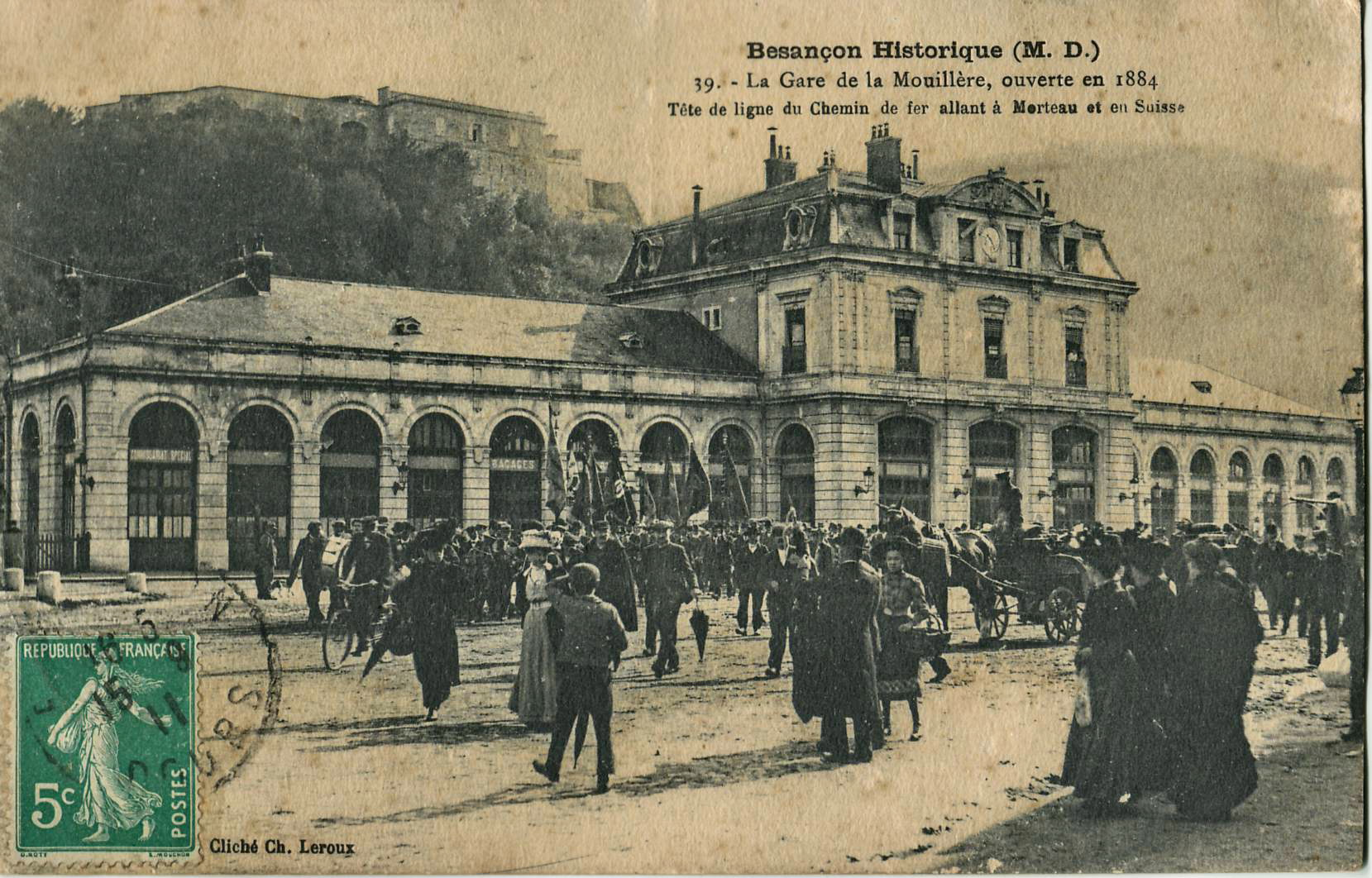
Façade de la première gare de la Mouillère

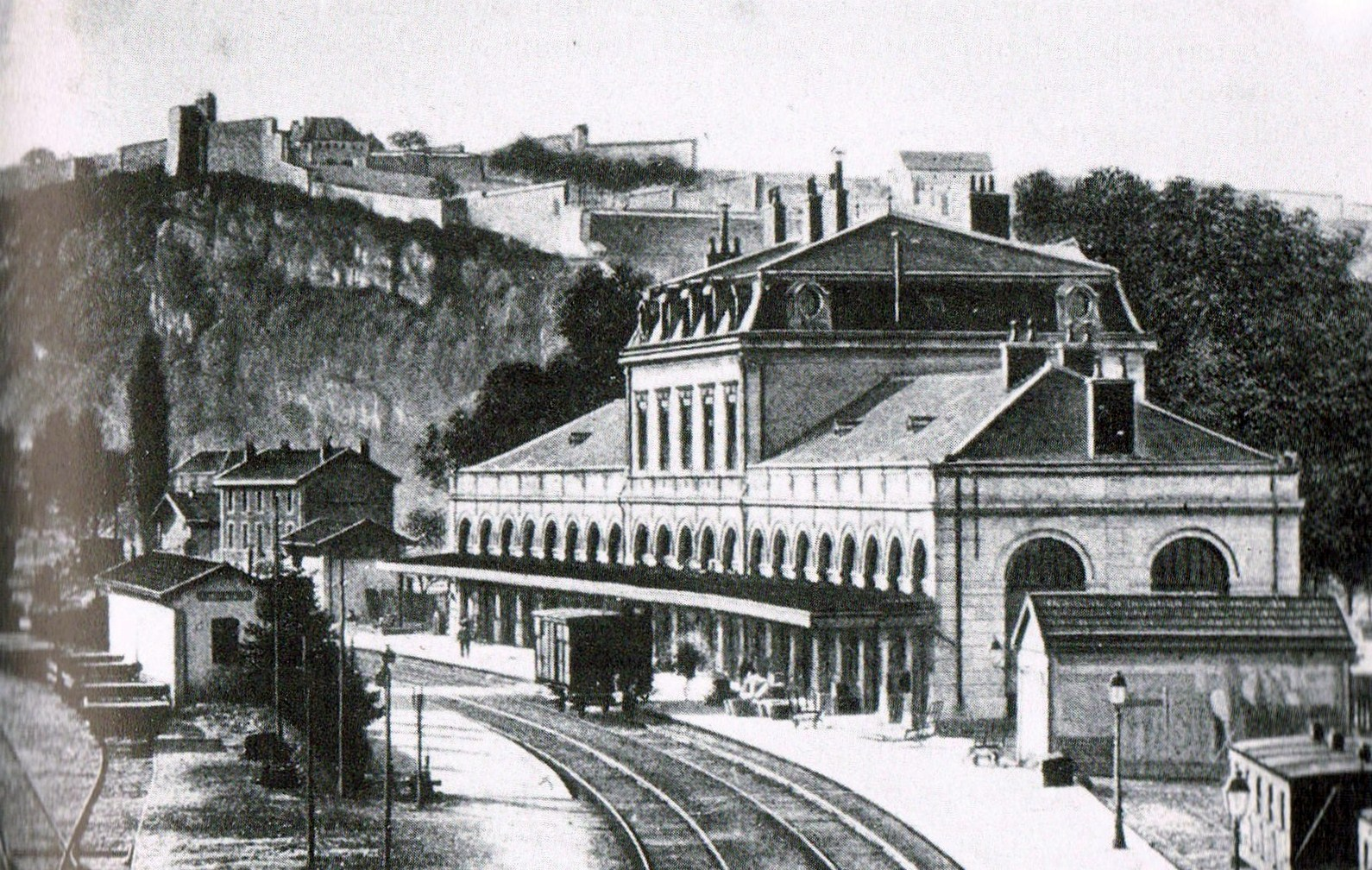
Les quais de la première gare de la Mouillère

Puis en 1884 la gare de la Mouillère est inaugurée, afin de relier les villes de Besançon, Morteau, Le Locle et La Chaux-de-Fonds. L'édifice, qu'on doit à l'architecte franc-comtois Alfred Ducat, était alors construit en pierres monumentales modifiant complètement le bas de Bregille. La voie ferrée traverse la rivière du Doubs grâce à un viaduc en fer et longe la citadelle de Vauban sur une corniche taillée à mi-pente.
C'est une ancienne et vaste propriété où se trouvait un restaurant qui fut acquise en 1875 pour y établir l'édifice de la gare, des voies ferroviaires ainsi que des entrepôts. L'allée de tilleuls reliant jadis le village au Pont de Bregille, réputée à l'époque pour sa beauté, fut également rasée. Un service de quatre omnibus assuraient alors la liaison entre la gare et la station thermale de la Mouillère, notamment pour les touristes. Les échanges commerciaux dominaient sur cette gare, notamment le bois et le bétail, ainsi que le charbon, la paille mais aussi le vin et les betteraves. 
En 1917 la gare connaît une activité inhabituelle due à la concentration des soldats américains à Valdahon, mais la fréquentation va globalement décroître jusqu'en 1962 où l'on décide de démolir la gare. À la place, des bâtiments seront construits, auxquels une halte voyageur beaucoup plus modeste est accolée. Par la suite Réseau ferré de France vend une partie du site notamment à cause du déclin du fret, concurrencé par la route. Enfin, en 2000, un projet immobilier de 400 appartements referme ce vallon de la Mouillère.
Elle est ouverte au service de la sécurité tous les jours afin d'effectuer les croisements des TER Besançon - Le Valdahon - Morteau - La Chaux-de-Fonds.

## Fréquentation
La fréquentation de la gare est détaillée dans le tableau ci-dessous :
| Année     | 2015   | 2016   | 2017   | 2018   | 2019   | 2020   | 2021   | 2022   | 2023   | 2024   |
| --------- | ------ | ------ | ------ | ------ | ------ | ------ | ------ | ------ | ------ | ------ |
| Voyageurs | 96 710 | 83 461 | 92 077 | 76 137 | 80 798 | 52 359 | 38 644 | 63 088 | 64 478 | 34 698 |

## Service des voyageurs

### Accueil
C'est une gare SNCF, elle dispose d'un bâtiment voyageurs, avec un hall d'attente (ouvert tous les jours) et un guichet ouvert du lundi au vendredi et fermé les samedi, dimanche et jours fériés. Elle est équipée d'automates pour l'achat de titres de transport et d'un abri de quai.

### Desserte
Besançon-Mouillère est une gare régionale desservie par des trains TER Bourgogne-Franche-Comté assurant la relation Besançon-Viotte - Valdahon, ou Morteau, ou La Chaux-de-Fonds.

### Intermodalité
Un parc pour les vélos et un parking pour les véhicules y sont aménagés.
Elle est  desservie par des cars TER de la relation Besançon-Viotte - Morteau et par la ligne  L5  des bus urbains du réseau Ginko de Grand Besançon Métropole.

## Galerie de photographies

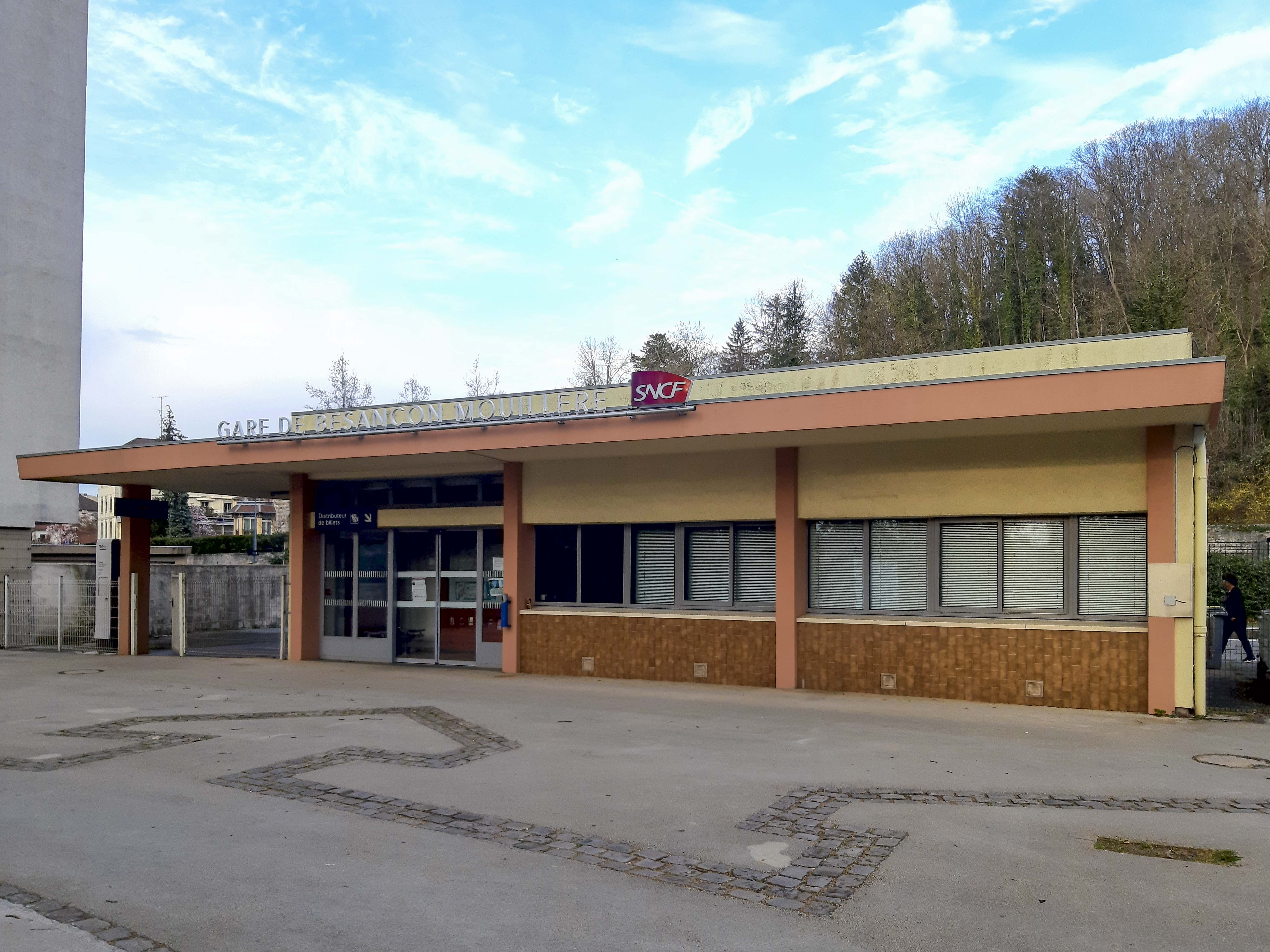
Bâtiment voyageurs de la gare de Besançon-Mouillère.
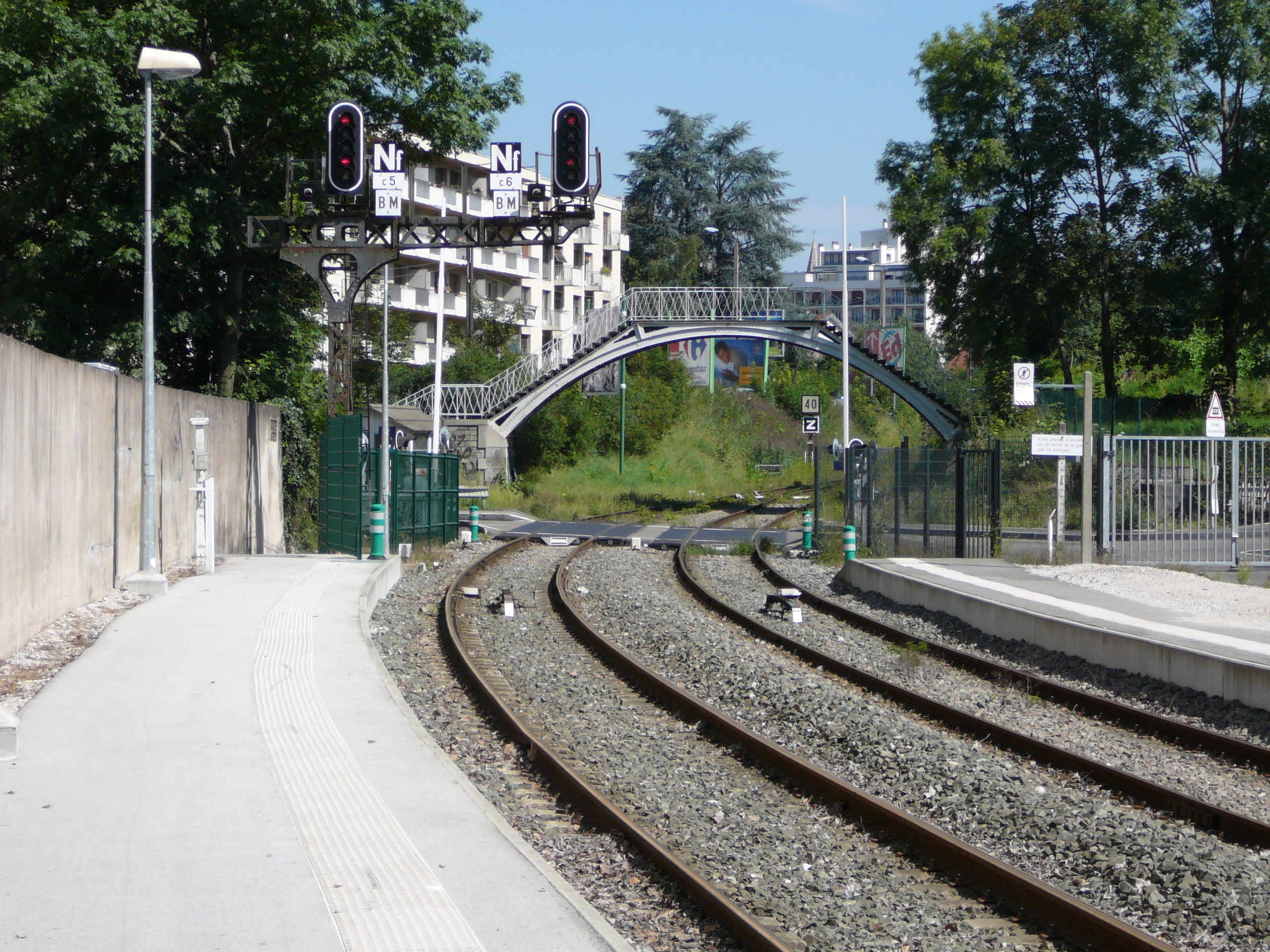
Gare de Besançon-Mouillère vue côté Besançon-Viotte.
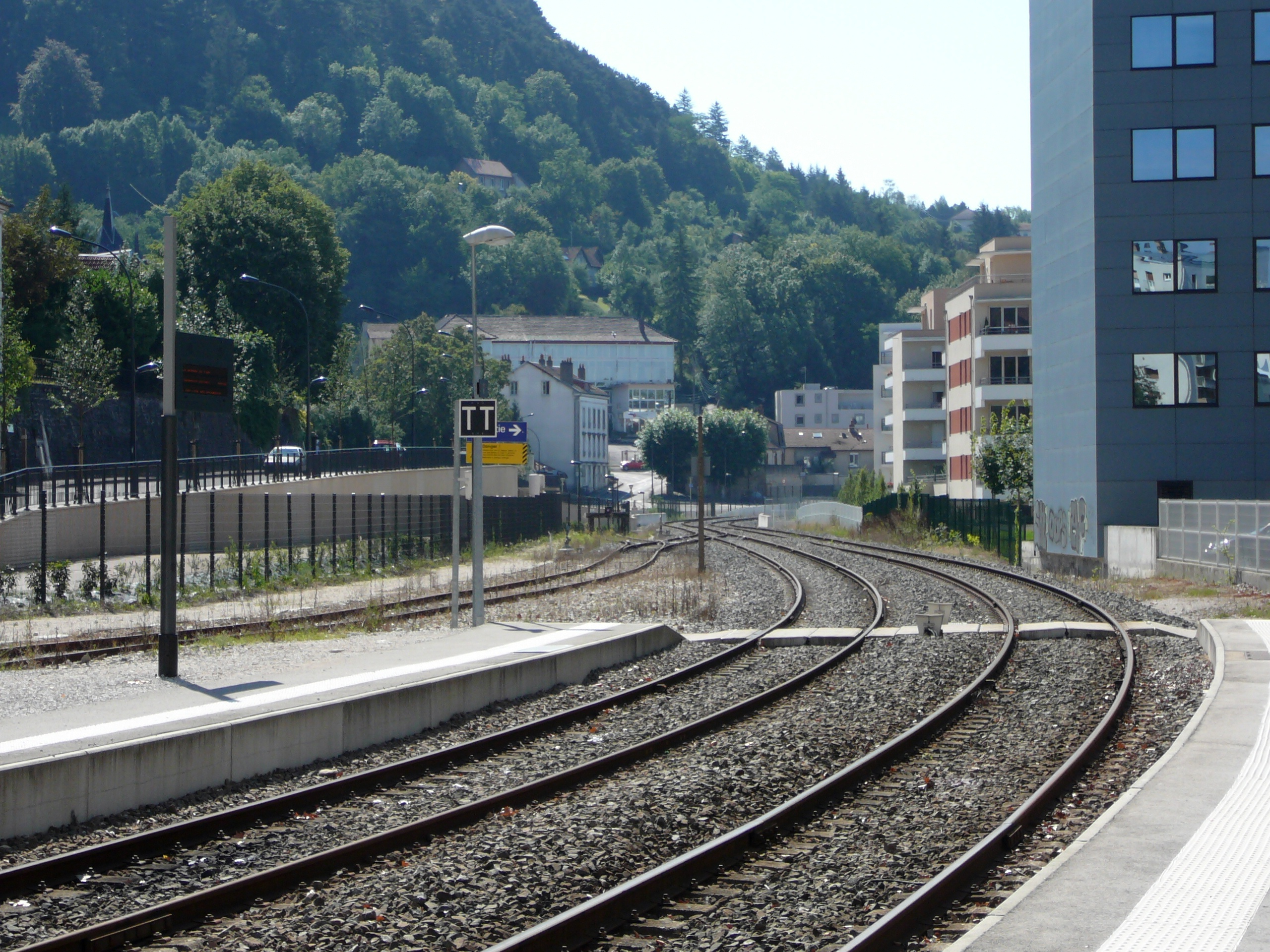
Gare de Besançon-Mouillère vue côté Morteau.